# N33 (Guinea)
Die N33 ist eine Fernstraße in Guinea, die in Yalakoro an der Ausfahrt der N6 beginnt und in Kérouané an der Zufahrt zur N1 endet. Sie ist 130 Kilometer lang.